# 曹義 (豐潤伯)
曹義，字敬方，儀真人，明朝軍事將領。豐潤伯。
曹義以燕山左衛指揮僉事累功至都督僉事，輔佐巫凱守衛遼東。巫凱去世后，代替其為總兵官。當時兀良哈犯廣寧前屯，明英宗下詔切責，命王翺往飭軍務，王翺彈劾其死罪。之後，曹義逮捕孛臺等犯邊者，詔令戮於市。自此曹義屢次與兀良哈交戰。正統九年，與朱勇會和作戰，多有斬獲，晉升爲都督同知，累官左都督。其在邊二十年，雖無戰功，但能謹守邊陲。其下施聚、焦禮均大將。明英宗復位后，特封義豐潤伯。四年后，曹義去世，贈侯，謚莊武。